# 後藤淳平
後藤 淳平（ごとう じゅんぺい、1984年（昭和59年）3月20日 - ）は、日本のお笑いタレントで、お笑いコンビ・ジャルジャルのメンバーである。相方は福徳秀介。吉本興業東京本社所属。

## 来歴
大阪府吹田市出身。3人兄弟（後藤、弟、妹）の長兄として生まれる。父親は第20代吹田市長（2015年5月14日 - 現在）の後藤圭二。
幼き頃は早生まれだったこともあり周りより身体が小さく、内気でおとなしい人見知りな子供だった。小学4年生から中学3年生まで卓球に打ち込み、中学では大阪府吹田市の選抜に選ばれ、団体では吹田市で一位になるなどしていた。田村裕（麒麟）と小・中学校が同じである。
吹田市立西山田中学校を経て関西大学第一高等学校に進学し、卓球を辞め、高校からはラグビー部に所属する。そこで福徳と出会う。福徳に誘われNSCに入り、ジャルジャルを結成し活動開始（2002年4月 - 現在）。
2006年3月に関西大学経済学部卒業。3回生のときに舞台と重なり3週連続ゼミを休んだところ辞めさせられ、4回生の後期では23単位残し先生に頭を下げに行き、卒業させて貰った
。大学の卒業が危ぶまれていることを父親に相談すると「あきらめたらあかん。とりあえず行ってみなさい」と言われ大学の先生に懇願した。
2010年には相方と共に井筒和幸監督の映画『ヒーローショー』に主演し俳優デビュー。その後、映画『銃』（2018年）や映画『記憶にございません!』（2019年）に出演し、初主演映画『ロックンロール・ストリップ』が2020年に公開された。
2011年に結婚。相手は約2年半前から交際していた元ボイストレーナーで、同年5月5日に婚姻届を提出。2013年3月に第1子、2014年9月に第2子が誕生。

## 人物

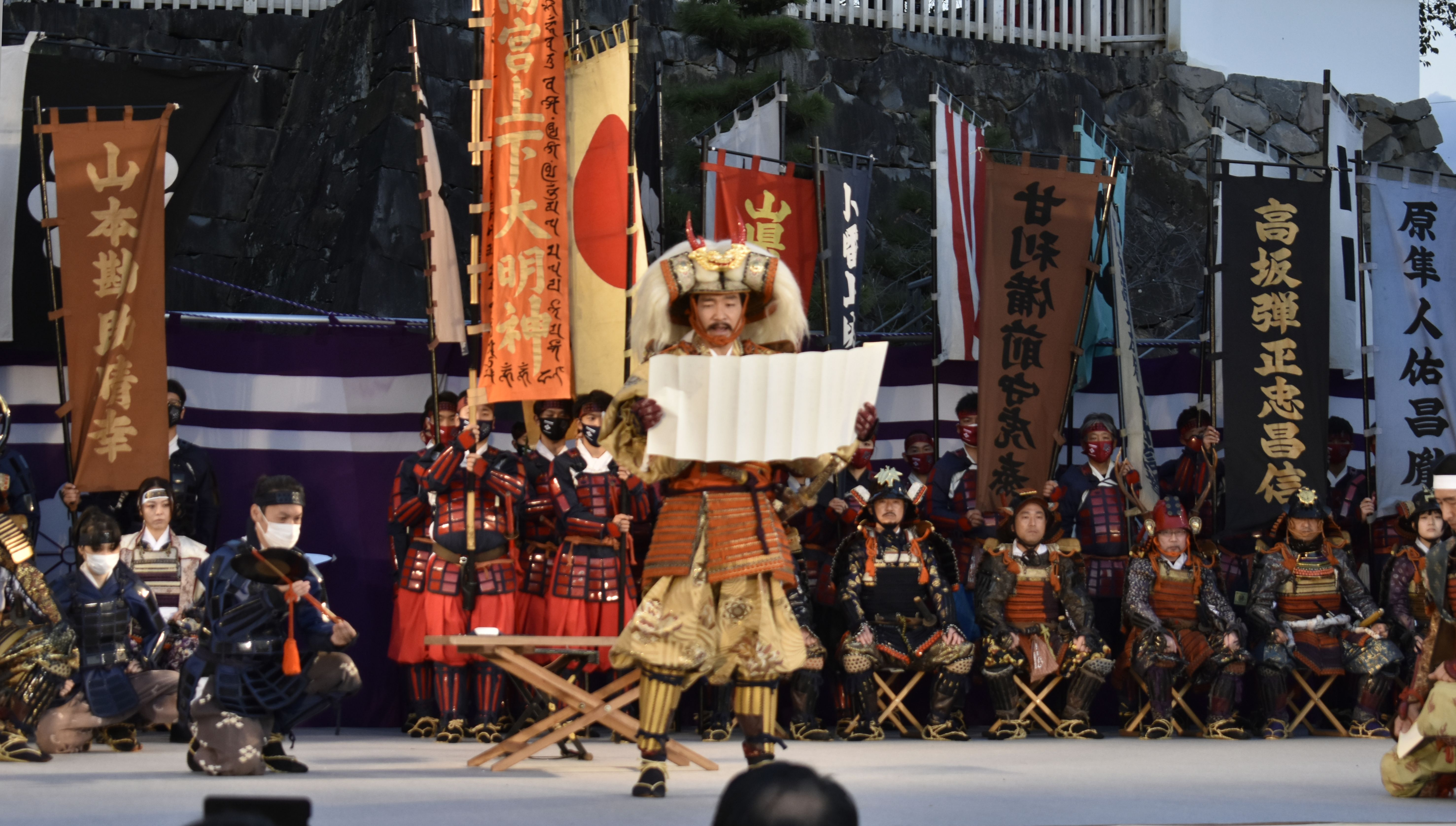
第49回信玄公祭りに武田信玄役で参加（2022年10月29日）

- 身長177cm、体重65kg、血液型AB型[9]。
- 酒・タバコ・ギャンブルを一切嗜まない[10]。ただし、「煙草を吸っている男はカッコえぇ」とも述べている[11]。
- 生クリームが苦手。ジャルッと!爆ハリ!#113で、収録日が後藤の誕生日の2日後だった為、番組からバースデーケーキを用意してもらったが、スタッフがケーキを後藤に渡した直後「後藤 生クリームあかん（食べられない）のよ」と福徳から暴露された。だが、後藤は「おいしいわ〜。贅沢や〜」と言ってしっかり完食している[12]。
- 趣味は小学校から始めた卓球[13]。
- 2009年にレーシック手術を受け、視力が左右0.15から1.5に回復している[14]。
- よしもと男前ランキング2010年度7位、2011年度9位。よしもとオシャレ芸人ランキング2010年度男性部門1位。
- バッファロー吾郎が主宰する大喜利イベント『ダイナマイト関西』には2回（2006年の第13回・2008年の第14回）決勝大会へ進出している。
- ザ・ビートルズの大ファン[15]で、度々ビートルズのイベントや企画に参加していたり、自身のメールアドレスに“beatles”と入れている程で[16]、単独ライブの演出にもビートルズからの影響が随所に反映されている。小学校5年生の時にビートルズの歌だけを歌う“ゴリトルズ”というグループを作っていた[17]。
- 2010年時点ではペーパードライバーであったが[18]、現在は旧車マニアで『アメトーーク!』（2016年6月16日放送分）に「旧車芸人」として出演（また映画『ヒーローショー』では運転シーンも披露している）[19]。

## 出演
コンビとしての出演はジャルジャル#出演を参照。

### テレビ
- LIFE!〜人生に捧げるコント〜（2022年10月10日 - 、NHK総合）[20]

### 映画
- 銃（2018年11月17日） - 警官 役[21]
- 記憶にございません!（2019年9月13日） - 八代 役[22]
- ロックンロール・ストリップ（2020年8月14日） - 主演：木村勇太 役[23]
- 半径1メートルの君～上を向いて歩こう～「まわりくどい二人のまわりくどい気持ちの伝え方は大胆でむしろまわりくどい」（2021年2月26日、KATSU-do）[24]
- アイスクリームフィーバー（2023年7月14日） - 古川イズミ 役[25]

### CM
- ロッテ
  - キシリトール オーラテクトガム「やる気！元気！歯ぐき！」篇（2017年）
- モンデリーズ・ジャパン
  - オレオ「家族って、チームだ。」篇（2022年10月3日～）[26]

### 吹き替え
- きかんしゃトーマス　おいでよ!未来の発明ショー!（2021年3月26日） - サニー 役

### テレビドラマ
- 東京デザインが生まれる日（2020年12月3日 - 24日、テレビ東京） - 片平和春 役[27]
- こころのフフフ（2021年8月、WOWOW）- 国元賢語 役[28]

### 音声配信
- 今夜もお喋りんぐり（2021年11月1日～、voicy）

### 配信ドラマ
- 信茂と勝頼（2022年3月16日 - 同4月13日、YouTube） - 小山田信茂 役
- あなたに聴かせたい歌があるんだ 第3話・第5話（2022年5月20日、Hulu） - 並木翔平 役